# William Amherst (3e comte Amherst)
William Archer Amherst (26 mars 1836 - 14 août 1910) est un pair britannique, homme politique et franc-maçon notable. 3e comte Amherst, il est titré vicomte Holmesdale de 1857 à 1886.

## Biographie
Il est né à Mayfair, Londres, fils de William Amherst et est baptisé le 3 mai 1836 dans l'église St. George, Hanover Square à Londres. Il fait ses études au Collège d'Eton et sert avec les Coldstream Guards, atteignant le grade de capitaine et combattant dans la bataille de Balaclava, la bataille d'Inkerman (où il est grièvement blessé) et le siège de Sébastopol pendant la guerre de Crimée.
À son retour de Crimée, Holmesdale est élu député de West Kent aux élections générales de 1859. Le 27 août 1862, il épouse Julia Mann (la fille unique de James Mann) à Linton dans le Kent.
En 1868, il devient député de la nouvelle circonscription de Mid Kent, qu'il représente jusqu'en 1880. Il est président de l'Union nationale des associations conservatrices et constitutionnelles en 1868 . À la mort de son père en 1886, il devient comte Amherst. Julia meurt en 1883, et le 25 avril 1889, il épouse Alice Vaughan (née Proby), veuve d'Ernest Vaughan, 5e comte de Lisburne à Londres.
Il est décédé en 1910, à l'âge de 74 ans, à son domicile de Montreal Park, près de Sevenoaks dans le Kent, à la suite d'une opération qu'il avait subie trois mois auparavant pour une infection de la gorge. Il est incinéré le 16 août 1910 et ses cendres enterrées deux jours plus tard dans la ville voisine de Riverhead. Bien qu'il se soit marié deux fois, le comte meurt sans enfant et ses titres passent à son frère, Hugh.